# Хоцивель-Весь
Хоцивель-Весь (пол. Chociwel-Wieś) — село в Польщі, у гміні Хоцивель Старгардського повіту Західнопоморського воєводства.
У 1975-1998 роках село належало до Щецинського воєводства.